# Hydrovatus guignotianus
Hydrovatus guignotianus är en skalbaggsart som beskrevs av Guignot 1956. Hydrovatus guignotianus ingår i släktet Hydrovatus och familjen dykare. Inga underarter finns listade i Catalogue of Life.